# Tomi Petrescu
Pour les articles homonymes, voir Petrescu.
Tomi Petrescu (né le 24 juillet 1986 à Tampere en Finlande) est un footballeur finlandais d'origine roumaine. Il joue actuellement au FC Haka comme milieu de terrain offensif.

## Palmarès
- FC Honka
  - Vainqueur de la Coupe de Finlande en 2012.